# Suspensió de pagaments
Suspensió de pagaments (en anglès: receivership) és la situació concursal en la qual un comerciant o una societat mercantil es troba quan no poden pagar la totalitat dels deutes que té amb els seus creditors per falta de líquid, o diners en efectiu.
És un procediment que té per objecte arribar a un acord entre el deutor i els creditors, sota supervisió judicial, sobre la manera que es pagarà. La diferència amb la fallida està que en aquest cas el deutor té suficients actius per a plantar cara als seus deutes, però els seus actius no són prou líquids. Per exemple, pot tenir immobles o actius fixos per un valor superior als seus deutes, però no pot pagar aquests deutes vençuts en el moment. Per això també es diu que la suspensió de pagaments és una situació concursal temporal, mentre que la fallida és definitiva.

## Naturalesa
Tradicionalment es definia com el simple endarreriment en el pagament per una falta transitòria de liquiditat. Es plantejava un greu problema de prova, ja que el fet que en el futur pugui pagar és la prova de la suspensió de pagaments present. Si en el futur no pot pagar, en el present no està en suspensió, sinó en fallida. Bàsicament, la suspensió de pagaments es produeix quan en una activitat rendible es produeix una falta de diners líquids, per exemple, s'ha retardat en el pagament dels nostres deutors; s'ha vist obligat a realitzar una reparació extraordinària i abonar-la al comptat, etc. Des d'aquests criteris tradicionals s'ha evolucionat a altre més abstracte, però eficient. La diferència entre una fallida i una suspensió de pagaments resideix en la capacitat de seguir plantant cara a les obligacions mercantils d'una manera normal. A manera d'exemple, una fàbrica té un valor molt superior a tot el passiu, però l'única manera de pagar els deutes a vendre les màquines i el solar; conclusió, per a pagar cal dissoldre. En aquest cas no es tracta d'una suspensió, sinó que seria una fallida. Altre exemple: s'aconsegueix plantar cara als pagaments mitjançant crèdits que no podran pagar-se. S'està ocultant una situació de fallida amb una falsa aparença de solvència mitjançant un pagament anormal de les obligacions.

## Solucions a la suspensió de pagaments
Després d'un procediment judicial que pot ser distint segons la regulació específica de cada país, la suspensió de pagaments té dues vies per a solucionar-se: 
- Liquidació d'actius de la societat: Seria el mètode més dràstic, i normalment es busca que la societat pugui seguir funcionant, perquè tot els creditors acabin cobrant els seus crèdits.
- Acords amb els creditors: Es denominen acords de quitació i espera, atès que el seu contingut és reduir els crèdits (quitació) o endarrerir els seus venciments (espera). Moltes vegades s'arriba a aquests acords, perquè els creditors prefereixen cobrar part o cobrar tard que no cobrar (sobretot si han d'esperar a un procediment de liquidació de la societat).

## Regulacions
A Espanya, la situació de suspensió de pagaments es regula en el dret concursal, que ha definit un procediment comú per a la tramitació d'aquesta figura, de la quitació i espera i de la fallida. Des de l'1 de setembre de 2004 està en vigor la Llei 22/2003, de 9 de juliol, Concursal, derogant la normativa anterior i unificant els antics quatre procediments concursals fallida, suspensió de pagaments, concurs de creditors i quitament i espera per un de sol, denominat concurs.
A Mèxic, la situació de suspensió de pagaments, es regulava en la Llei de Fallides i Suspensió de Pagaments, llei que va quedar abrogada mitjançant l'article transitori Segon de la Llei de Concursos Mercantils, publicada en el Diari Oficial de la Federació de 12 de maig de 2000. Per l'anterior, únicament a Mèxic té aplicació la Llei de Fallides i Suspensió de Pagaments, en aquells procediments concursals iniciats amb anterioritat a la vigència de la Llei de Concursos Mercantils.